# त़
Cette page contient des caractères spéciaux ou non latins. S’ils s’affichent mal (▯, ?, etc.), consultez la page d’aide Unicode.
त़ est une consonne de l’alphasyllabaire devanagari. Elle est formée d’un ta ‹ त › et d’un point souscrit.

## Représentations informatiques
Ses Unicode sont :
| formes | représentations | chaînes de caractères | points de code       | descriptions                                                               |
| ------ | --------------- | --------------------- | -------------------- | -------------------------------------------------------------------------- |
| pleine | त़               | त◌़                    | U+0924 U+093C        | lettre devanagari ta, symbole devanagari noukta                            |
| morte  | त़्               | त◌़◌्                   | U+0924 U+093C U+094D | lettre devanagari ta, symbole devanagari noukta, symbole devanagari virama |